# Nash Bridges
Die US-amerikanische Fernsehserie Nash Bridges zeigt Don Johnson in der Titelrolle als Leiter der fiktiven Special Investigation Unit (SIU), einer Elite-Einheit der Polizei von San Francisco. Die Krimiserie umfasst 122 Folgen in sechs Staffeln, die zwischen 1996 und 2001 entstanden. Auf Deutsch war die Serie ab 6. Oktober 1996 auf RTL II zu sehen.
2021 fanden in San Francisco Dreharbeiten für  einen zweistündigen Film statt, der als Fortsetzung der Serie geplant war. Neben Don Johnson spielten auch Cheech Marin und Jeff Perry ihre bekannten Rollen. Der TV-Film wurde am 27. November 2021 in den USA veröffentlicht.

## Inhalt
Nash Bridges und sein Partner und Freund Joe Dominguez arbeiten bei der SIU in San Francisco, unterstützt werden sie dabei von ihren Kollegen Harvey Leek und dem jungen Evan Cortez. In späteren Folgen arbeitet auch Nashs Tochter Cassidy in der SIU, anfangs allerdings mit Zweifeln seitens Nash, der sich einen ungefährlicheren Beruf für seine Tochter wünscht.
In der Serie treffen Nash und Joe immer wieder auf alte Bekannte. Die beiden gelten in der Schwulenszene San Franciscos wegen diverser Verwechslungen als Paar.
Neben der Arbeit bei der SIU hat Joe Dominguez diverse Nebenbeschäftigungen, um sein Gehalt aufzubessern. Zum Beispiel betreibt er eine Zeitlang eine Bar oder löst später zusammen mit Nash Bridges als Detektiv Fälle verschiedener Klienten.
Aber auch eine Anzahl von Nebenfiguren machen die Handlung zu einer bunten Ansammlung verschiedener Macken. Hierzu gehören Harvey Leek, ein kompetenter Cop mit einer Trauerbinde von Grateful Dead, Evan Cortez, der Koteletten trägt und einen Schlag bei Frauen hat, besonders bei Nashs Tochter Cassidy. Auch Nashs Vater Nick ist vertreten und sorgt, oft zusammen mit Joe, für so manche Verwirrung. Ab und zu kommen auch noch andere Menschen in Kontakt mit dem Cast, z. B. Boz Bishop, ein Weißer, der sich benimmt wie ein Schwarzer, Pepe, ein schwules Bürokratiegenie, oder Angel, ein Obdachloser, der immer ein weißes Hemd und leicht schmutzige Flügel hat und sich als Nashs Schutzengel sieht.
Mehrmals finden sich auch Querverweise auf die Karrieren der Darsteller: In Folge 30 Keine Lizenz zum Töten treten Johnsons Miami-Vice-Partner Philip Michael Thomas auf sowie Tommy Chong, der mit Marin das legendäre Filmkomiker-Duo Cheech und Chong bildet. Die Rolle dieses alten Freundes spielt Thomas erneut in Folge 115 Die beste Freundin, in der auch Steven Bauer seine Scarface-Figur eines Drogenbarons wieder aufgreift – untermalt von Jan Hammers Miami Vice Theme.

## Ausrüstung

### Nashs Auto
In der Serie fährt Nash meist mit seinem gelben 1971er Plymouth Hemi Barracuda Convertible, auf den er besonders aufpasst, da er eigentlich seinem Bruder Bobby gehört. Dieser ist jedoch seit dem Vietnamkrieg verschollen. Nash nahm an, er sei bei einem Hubschrauberabsturz umgekommen. In zwei späteren Folgen taucht er als Krimineller (gespielt von Jan-Michael Vincent) wieder auf, schenkt Nash den Cuda und wird letztendlich in einem Drogenkartell-Streit erschossen.
In der Serie werden neben einem echten 426er ’Cuda Convertible (für Nahaufnahmen) bis zu zwölf verschiedene Exemplare (340er oder 383er) für die Fahrszenen, Verfolgungen oder Stunts benutzt.
Das Gerücht, es gäbe nur sieben 71er ’Cuda, ergibt sich aus einem Übersetzungsfehler und der Unkenntnis über diese Fahrzeuge in Deutschland. Diese Zahl bezieht sich einzig und allein auf das 71er 426 HEMI Convertible. Erschwerend kommt noch hinzu, dass der Nash-’Cuda einer mit 4 speed manual transmission ist, somit dürfte die Stückzahl noch darunter liegen, denn in der Regel waren diese Autos Automatik-Fahrzeuge (Angeblich gibt es zwei 4-speed Hemi Cuda Convertibles aus dem Jahre 1971 und fünf mit Automatikgetriebe.). Von den übrigen Motorisierungen (340 Magnum, 383 Magnum, 440 SixPack) wurden dagegen einige 100 gebaut.
Im Wagen gelten auch bestimmte Regeln, die Bobby seinem Bruder vor seinem Vietnameinsatz auferlegte. So darf in ihm zum Beispiel nicht gegessen werden (ganz zum Leidwesen seines Partners Joe Dominguez).
Das Dashlight (Blaulicht hinter der Windschutzscheibe) ist ein Dashmiser mit Halogen-Glühlampen der Firma Whelen und wird auf der Beifahrerseite des Wagens aufgehoben, wenn es nicht zum Einsatz kommt. Eine Sirene ist im Wagen nicht verbaut.

### Nashs Waffe
Bei der Pistole, die Nash Bridges trägt, handelt es sich um eine stark modifizierte Pistole des Typs M1911 von Colt. Die Pistole verwendet Munition des Kalibers .38 Super Auto, statt der sonst üblichen Munition des Kalibers .45 ACP, welche zwar vom Durchmesser her kleiner ist, dadurch aber eine höhere Magazinkapazität erreicht. Die Durchschlagskraft der .38 SA ist ebenfalls höher, da hier Geschossgeschwindigkeiten von bis zu 475 m/s erreicht werden, was auch den Kompensator an dieser Pistole wirkungsvoller bedient.

## Darsteller und Deutsche Fassung
| Figur           | Darsteller       | Deutscher Sprecher   | Staffeln | Rolle                                                                  |
| --------------- | ---------------- | -------------------- | -------- | ---------------------------------------------------------------------- |
| Nash Bridges    | Don Johnson      | Reent Reins          | 1–6      | SIU-Inspector (Staffel 1–3), SIU-Captain (Staffel 4–6)                 |
| Joe Dominguez   | Cheech Marin     | Uli Krohm            | 1–6      | Nashs Partner, SIU-Inspector (am Ende der sechsten Staffel Lieutenant) |
| Harvey Leek     | Jeff Perry       | Eberhard Haar        | 1–6      | SIU-Inspector                                                          |
| Cassidy Bridges | Jodi Lyn O’Keefe | Eva Michaelis        | 1–6      | Nashs Tochter                                                          |
| Nick Bridges    | James Gammon     | Franz-Josef Steffens | 1–6      | Nashs Vater                                                            |
| Evan Cortez     | Jaimé P. Gomez   | Marco Kröger         | 1–5      | SIU-Inspector                                                          |
| Bryn Carson     | Mary Mara        |                      | 1–2      | SIU-Inspector                                                          |
| Michelle Chan   | Kelly Hu         | Ela Nitzsche         | 3–4      | SIU-Inspector                                                          |
| Caitlin Cross   | Yasmine Bleeth   | Christine Stichler   | 4–5      | MCD-Inspector                                                          |
| Rachel McCabe   | Wendy Moniz      | Susanne Sternberg    | 6        | Ersatz für Caitlin Cross                                               |
| Antwon Babcock  | Cress Williams   | Thomas Wenke         | 6        | Ersatz für Evan Cortez                                                 |

Die deutsche Fassung der Staffeln eins, zwei, fünf und sechs wurden bei der Studio Hamburg Synchron erstellt, die dritte in den M+E Studios (Hamburg) und die vierte bei der Bavaria Synchron (München). Die Dialogbücher schrieben Matthias Grimm, Wilfried Freitag (Staffeln 1, 2, 5 und 6) und Boris Tessmann (Staffel 3), die auch Dialogregie führten.
Von 1996 bis 1997 wurde die erste Staffel und die ersten 16 Episoden der zweiten Staffel sonntags bzw. später montags von RTL II ausgestrahlt. 1998 wechselte die Serie zu VOX, wo die restlichen Folgen ihre Premiere im deutschen Fernsehen hatten. Die 3. Staffel zeigte man nicht mehr im wöchentlichen Rhythmus, sondern wochentags am späten Nachmittag und in veränderter Reihenfolge. Ab der 4. Staffel behielt man zwar den Ausstrahlungsrhythmus bei, zeigte die Episoden allerdings nun korrekt aufeinanderfolgend. Zwischen 2006 und 2012 strahlten dann erneut RTL II und erstmals Tele 5 die Serie aus; sowie die Pay-TV-Sender AXN und Sky Krimi. 2008 zeigte RTL II außerdem einige Episoden vollständig, die VOX zuvor aufgrund des nachmittäglichen Sendeplatzes nur gekürzt gezeigt hatte.
In Österreich wurden die ersten drei Staffeln zunächst auf ORF 1 gezeigt. Ab der vierten Season wechselte Nash Bridges zu ATV, wo die Serie auch komplett wiederholt wurde.

## Deutsche DVD-Boxen
- Staffel 1 erschien am 21. August 2017
- Staffel 2 erschien am 23. Oktober 2017
- Staffel 3 erschien am 4. Dezember 2017
- Staffel 4 erschien am 17. September 2020
- Staffel 5 erschien am 12. November 2020
- Staffel 6 erschien am 21. Januar 2021

## Belege
1. ↑  Arthur A: "Nash Bridges"-Revival wird ab Mai gedreht, drei Originaldarsteller wieder dabei. In: Filmfutter. Abgerufen am 25. Juni 2021 (deutsch).
2. ↑  Stückzahlen des Plymouth Barracuda ’71